# Andy Panda
Andy Panda, tecknad figur skapad av Walter Lantz, och ursprungligen figurerande i tecknade filmer med start 1939. Debutfilmen hette Life Begins for Andy Panda. Andy Panda är en liten söt pandapojke. I början hade han en far, Papa Panda, men snart försvann pappan och Andy blev ensam huvudperson. Snart kom han också att utvecklas till en slags Musse Pigg-klon med stora svarta öron, röda byxor och stora skor. I vissa filmer har han till och med en hund påminnande om Pluto.
Den tecknade serieversionen var mer äventyrsinriktad än kortfilmerna och slogs sedermera ihop med serien Pelle Tupp. Andy Panda och Pelle Tupp publicerades på svenska i serietidningen Hacke Hackspett.